# Lepanthes isochila
Lepanthes isochila är en orkidéart som beskrevs av Carlyle August Luer. Lepanthes isochila ingår i släktet Lepanthes och familjen orkidéer.
Artens utbredningsområde är Colombia. Inga underarter finns listade i Catalogue of Life.